# 大同江啤酒

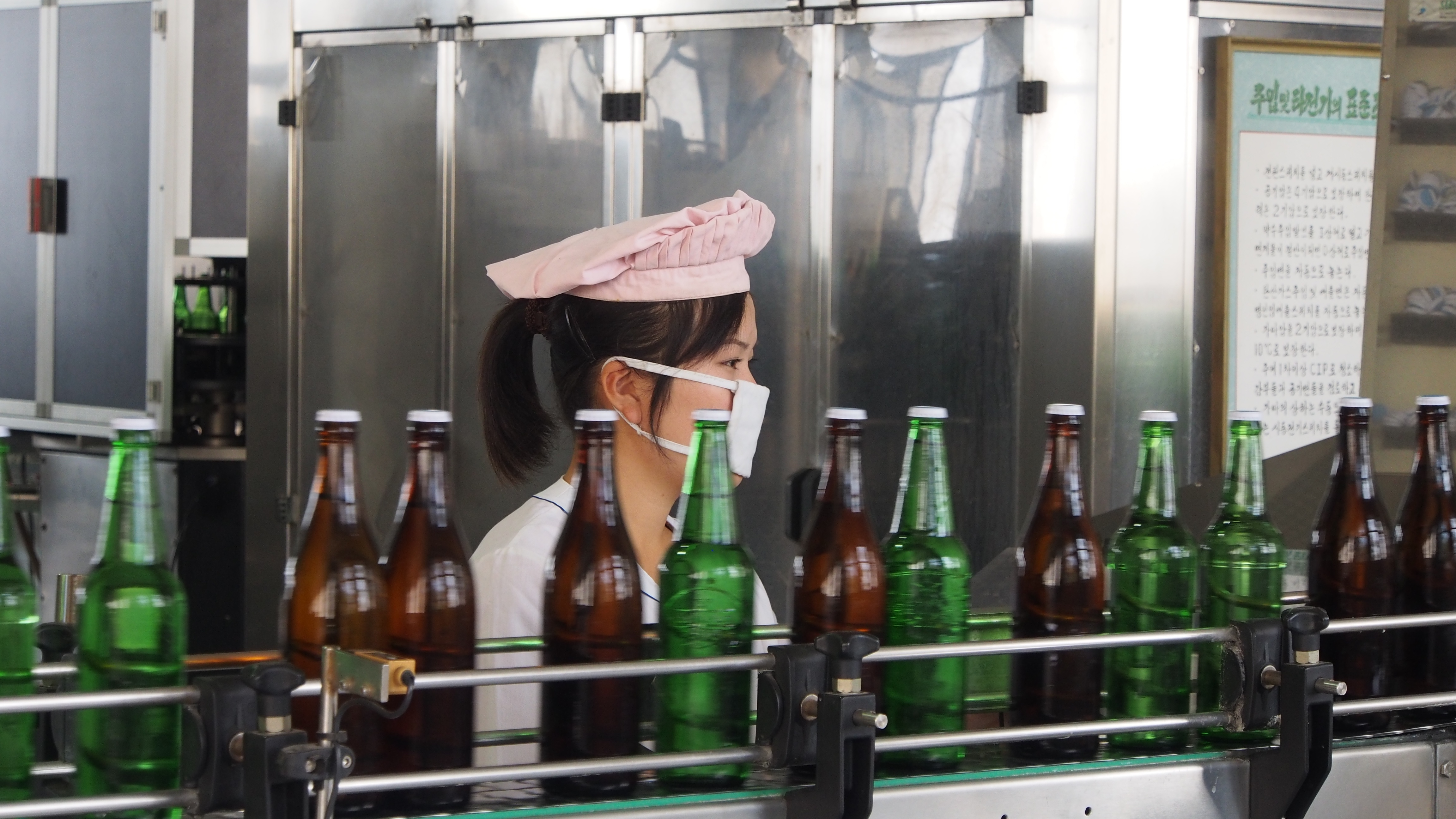
生產線

大同江啤酒是朝鲜民主主义人民共和国的一個啤酒品牌。因該啤酒製造商設於流經首都平壤市寺洞區的主要河川─大同江旁，故命名為大同江啤酒。大同江啤酒可以在平壤市將近200個販賣點購得，其中包括高麗飯店、玉流館等知名地點。除此之外，亦能在中国丹东等靠近朝鲜的边境城市和南韓首爾地區的部分餐厅、賣店購得。

## 历史
2000年，為了發展朝鮮的釀酒工業，朝鮮最高領導人金正日派遣相關人員赴英國向英國啤酒製造商Ushers of Trowbridge採購因為財政困難要出售的釀酒設備。2001年，位於平壤寺洞區域的大同江啤酒廠建設完工，並選擇在朝鮮已故國家主席金日成誕辰90年對外公開，並透過朝鮮本地媒體以及俄羅斯等外國媒體向世界放送。
2002年大同江啤酒廠生產線正式運轉，除了採用朝鮮國產麥芽（主要為兩江道、黃海道生產）釀造外，亦向澳大利亞進口麥芽進行啤酒釀造。並且在同年派遣技師前往中國青島、德國、英國、瑞士等地進行啤酒釀造技術的深造。
2004年大同江啤酒向德國製造商採購更新穎的啤酒釀造設備。在隔年（2005年）邀約日本媒體朝日電視台前往該啤酒廠進行採訪報導，並且在當年達到200處賣點的里程碑。
2009年7月2日，大同江啤酒在朝鲜中央电视台发布了一则广告，该广告也成为了朝鲜史上首条电视商业广告，引发外界关注。

## 种类
一般市面上的大同江啤酒依麦芽含量不同，分别从“1号”到“7号”不等，其中“1号”为100%纯大麦芽酿造；“2号”至“5号”加入大米进行酿造，麦芽含量依次递减，“5号”为纯大米酿造；“6号”和“7号”为黑啤，“6号”麦汁浓度较高。根據《勞動新聞》的介紹影片，北韓民衆更偏好於飲用大同江2號啤酒。另外，面向中国出口的大同江1号和2号啤酒净含量为500mL，而不是朝鲜国内版的640mL，并且包装不同。

## 店面
在北韓平壤和盛區域林興街有開設一家大同江啤酒店面，店面外表亦有大同江啤酒造型的裝潢，營業時間爲每日17:00至24:00。